# Diva house
Diva house (někdy též handbag house) je subžánr house music populární v LGBT klubech v průběhu 90. let 20. století. Styl je charakterizovaný charismatickými ženskými vokály Afroameričanek s hudebním spodkem house či zremixované nebo samplované písně žánrů soul či disco. Mezi takové písně patří “I Don't Know Anybody Else” (1989) od Black Box či “Show Me Love” (1993) od Robin S a také remixy od Patti LaBelle, Bette Midler, Mariah Carey a Whitney Houston.

## Umělci
- Adeva
- Donna Allen
- Amber
- Sandy B
- Bizarre Inc
- Black Box
- Blaze
- Angie Brown
- Jocelyn Brown
- Kathy Brown
- C+C Music Factory
- Joi Cardwell
- Dina Carroll
- Chimes
- Judy Cheeks
- Deborah Cooper
- Deborah Cox
- Inaya Day
- Taylor Dayne
- Zelma Davis
- Deja
- Kim English
- Rosie Gaines
- Gloria Gaynor
- Xaviera Gold
- Lonnie Gordon
- Loleatta Holloway
- Thelma Houston
- Inner City
- Carol Jiani
- Sabrina Johnston
- Hannah Jones
- La Bouche
- Madonna
- M People
- Pepper MaShay
- Kym Mazelle
- Vernessa Mitchell
- Offer Nissim
- Suzanne Palmer
- CeCe Peniston
- Sabrynaah Pope
- Real McCoy
- Robin S.
- RuPaul
- Ann Saunderson
- Shèna
- Maya Simantov
- Heather Small
- Snap!
- Lisa Stansfield
- Donna Summer
- Evelyn Thomas
- Jeanie Tracy
- Barbara Tucker
- Ultra Naté
- Martha Wash
- Crystal Waters
- Melanie Williams
- Viola Wills
- Amanda Wilson